# (4644) Oumu
(4644) Oumu es un asteroide perteneciente al cinturón de asteroides, descubierto el 16 de septiembre de 1990 por Atsushi Takahashi y el también astrónomo Kazuro Watanabe desde el Observatorio de Kitami, Hokkaidō, Japón.

## Designación y nombre
Designado provisionalmente como 1990 SR3. Fue nombrado Oumu en homenaje a la ciudad japonesa de Oumu que destaca por su industria pesquera, situada en el Mar de Ojotsk a unos 50 km de Kitami.

## Características orbitales
Oumu está situado a una distancia media del Sol de 2,606 ua, pudiendo alejarse hasta 2,982 ua y acercarse hasta 2,231 ua. Su excentricidad es 0,144 y la inclinación orbital 14,13 grados. Emplea 1537 días en completar una órbita alrededor del Sol.

## Características físicas
La magnitud absoluta de Oumu es 12,4. Tiene 7,49 km de diámetro y su albedo se estima en 0,3. Está asignado al tipo espectral.